# Christofer Columbus
Christofer Columbus (italienska: Cristoforo Colombo, spanska: Cristóbal Colón, ursprungligt namn på 1400-talsliguriska: Christoffa Corombo IPA: /kriˈʃtɔffa kuˈɹuŋbu/), född mellan 26 augusti och 31 oktober 1451 i Republiken Genua, död 20 maj 1506 i Valladolid, Spanien, var en genuansk och italiensk upptäckare och köpman. Med stöd från spanska kungaparet (kung Ferdinand II av Aragonien och Isabella I av Kastilien, "Reyes Católicos") gav han sig iväg över Atlanten för att finna en sjöväg till Indien. Columbus nådde Amerika år 1492. Han trodde då att han hade funnit en västlig rutt till Indien och ursprungsbefolkningen i Amerika kom därför att kallas indianer. Ankomsten markerar början av den spanska koloniseringen av Amerika, som en del av den europeiska koloniseringen av Amerika. Det var istället Vasco da Gama som 1498 var den förste europé som seglade till Indien. 
Columbus var dock inte den förste europén som nådde den amerikanska kontinenten. Nordmän, med Leif Eriksson i spetsen, hade besökt Nordamerika redan på 1000-talet och portugisen João Vaz Corte Real kan möjligen ha varit där 1472.
Medeltida legender talar även om den irländske munken Sankt Brendan. Denne företog långa sjöfärder på 500-talet och det har spekulerats om att också han nådde Nordamerika.
Christofer Columbus var son till ullhandlaren Domenico Colombo och Suzanna Fontanarossa, dotter till en ullhandlare. Christofer hade tre yngre bröder, Bartolomeo, Giovanni Pellegrino, och Giacomo, samt en syster, Bianchinetta. Han var gift med Felipa Perestrello e Moniz, dotter till Bartolomeu Perestrelo som var guvernör på Porto Santo, och de hade tillsammans sonen Diego.
Det finns många legender och anekdoter om Columbus, bland annat den om Columbi ägg.

## Biografi

### Tidiga år (före 1481)

Christofer Columbus sjökort från 1495; en så kallad portolan.

Efter långa och upprörda debatter om orten och tiden för hans födelse lutar forskningen i dag till större delen åt åsikten att Columbus föddes i republiken Genua år 1451. I en rättsstrid från 1479 anges att Columbus är 27 år gammal och innehar 100 gulden. Frågan om hans härkomst och hans liv före den stora upptäcktsresan är också omstridd ända till i dag. Sannolikt tillhörde han en katalansk-judisk släkt.
Följande version gäller i dag enligt experter som den mest troliga: Columbus far var den genuesiske ullvävaren Domenico Colombo (död 1498) och hans mor Suzanna Fontanarossa, dotter till en ullhandlare. Columbus hade tre yngre bröder, Bartolomeo, Giovanni Pellegrino och Giacomo (spanska Diego), och en syster Bianchinetta. Till en början utövade han sin fars hantverk. Enligt egen utsago gick han dock redan vid 14 års ålder till sjöss. Att han skulle ha studerat vid universitetet i Padua, vilket har hävdats, är osannolikt. Mycket mer bibringade han sig grunderna i kartografin genom självstudier, tillsammans med sin bror Bartolomeo, och erhöll knappast en formell utbildning. 1474 reste Columbus med ett skepp till Chios, där han stannade ett år.
1476 deltog han i en handelsexpedition på Atlanten. Skeppen attackerades den 13 augusti utanför Kap Sankt Vincent i Portugal av fribytare, men Columbus kunde rädda sig till den portugisiska kusten simmande. Från 1477 bodde han i Lissabon. Portugal var då ett centrum för den europeiska sjöfarten. Columbus bror Bartolomeo bodde redan i Lissabon och var verksam som kartograf. Bröderna arbetade en tid tillsammans som tecknare. Strax därefter, sannolikt redan samma år, deltog Columbus i en färd på Nordatlanten. I den portugisiska flottans tjänst deltog han i flera resor: 1482-1483 följde han en expedition längs den västafrikanska kusten, som reste till den portugisiska handelsposteringen São Jorge da Mina i Guinea.
1479 gifte han sig med Dona Felipa Perestrello e Moniz. Deras gemensamma son Diego föddes 1480 på ön Madeira. Felipa stammade från en adlig, sefardisk-judisk familj som kommit från Italien till Portugal, hennes far Bartholomeus hade varit delaktig i koloniseringen av Madeira och guvernör av Porto Santo. Columbus levde därefter viss tid på Porto Santo, där han försörjde sig som kartritare och studerade sjökort, loggböcker och papper som efterlämnats av hans avlidna svärfar. Ungefär vid denna tid måste han ha börjat att intensivt sysselsätta sig med en havsfarled till Sydasien och Östasien.

### Idén till oceanresa i västerled

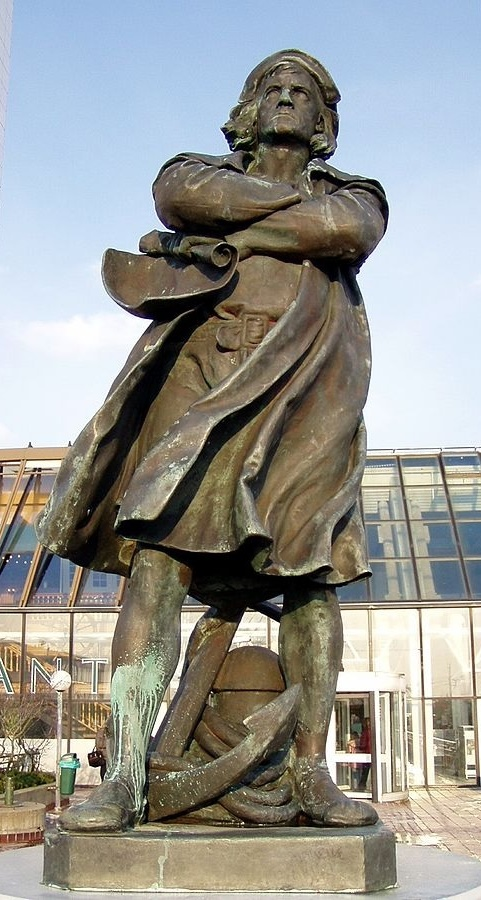
Staty av Columbus i Bremerhaven

För Europa var handelsutbytet med Indien och Kina viktigt, särskilt för handeln med värdefulla varor som siden och kryddor. De varorna kom på sidenvägen. Sedan osmanerna trängt in i Levanten i mitten av 1300-talet och det bysantinska riket försvagats kraftigt stod landvägarna till Indien (vilket vid denna tid syftade på hela Syd- och Östasien) inte längre öppna för européerna. Höga tullar ledde till starkt stigande priser för lyxvarorna. Redan 1418 hade portugiserna föranlåtna av Henrik sjöfararen börjat att söka efter en sjöväg till Indien sydöst om Afrika och i samband med det utforskat stora delar av Afrikas västkust.
Columbus tänkte omkring 1480 ut en idé om en sjöväg till Indien åt väster. Idén gick tillbaka till Aristoteles och hade också fått stöd av andra lärda, till exempel Pierre d'Ailly (1350–1420). Columbus hade ett exemplar av Imago Mundi av d'Ailly, som han försåg med talrika anmärkningar. Dessutom läste han Marco Polos böcker och kan möjligen på sina resor i norr ha hört talas om nordmäns färder till Nordamerika. Man kan också anta att Columbus var bekant med den sedan medeltiden populära Navigatio Sancti Brendani om en färd västerut av den irländska munken Brendan.
Det fanns vissa indicier för att en landmassa existerade väster om Europa, såsom trä som drivit i land vid Azorerna. Att jorden är rund var känt sedan antiken och även under medeltiden och var vid slutet av 1400-talet allmänt accepterat bland sjöfarare och de högre stånden. Det fanns dock olika teorier om hur lång sträcka som skulle överbryggas för att sjövägen nå Indien västerut.
Colombus hade i Lissabon blivit bekant med en florentinsk köpman, vid namn Girardi, och berättat för honom om sin idé. Girardi rådde honom att lägga fram den för hans berömde landsman, astronomen Paolo dal Pozzo Toscanelli i Florens, som var samtidens störste kosmograf. Girardi erbjöd sig också att ta med ett brev till Toscanelli när han nu återvände till Italien. Colombus tog tacksamt emot erbjudandet och skrev brevet, där han bad om en åsikt om hans plan att nå Indien genom att segla västerut och han bad också om upplysning om den kortaste och lämpligaste vägen, samt bifogade en liten jordglob han själv gjort.
När brevet skrevs vet man inte, men det var sannolikt 1474 eller året därpå. Toscanelli tog välvilligt emot hans fråga. Columbus fick inom kort ett svar ifrån honom, åtföljt av en karta och en avskrift av ett brev, som Toscanelli den 25 juni 1474 hade skickat till kaniken Fernam Martins i Lissabon, som å konung Alfons V:s vägnar rådfrågat honom i samma ämne: möjligheten att på en västlig väg framtränga till Indien.

### Värvandet av stöd

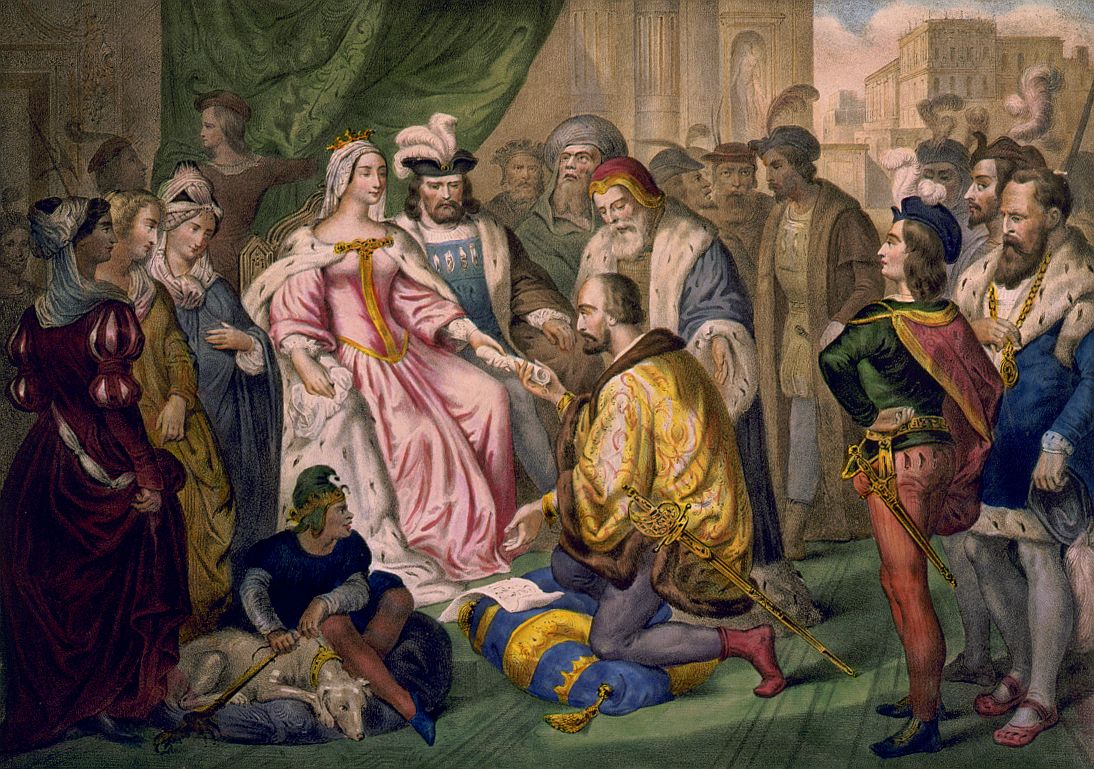
Christofer Columbus framför sin plan för det spanska kungaparet (avbildad på 1800-talet, många av personerna avbildade i dräkter från 1500-talet.

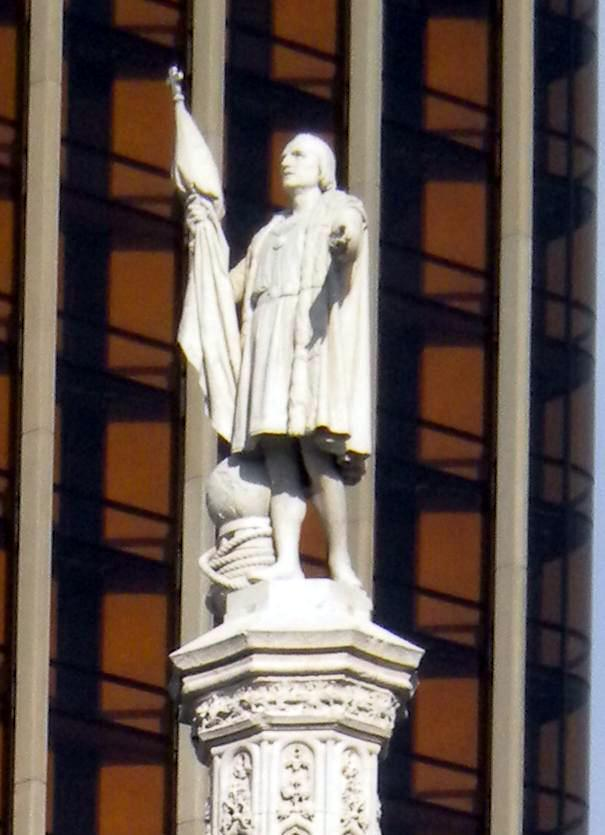
Statyn på Columbusmonumentet på Plaza de Colón i Madrid.

För att kunna genomföra sin plan behövde Columbus stöd av en stat eller ett statsöverhuvud. Han framlade därför 1484 Toscanellis projekt för den portugisiske kungen Johan II i form av en detaljerat utarbetad plan för en expeditionsfärd och bad om understöd för att kunna genomföra det. Kungens experter tillbakavisade dock planen, eftersom de korrekt ansåg att avståndet till Indien var betydligt längre än Columbus trodde och att planen därför inte var genomförbar. Efter att hans fru Felipa dött lämnade Columbus 1485 Lissabon och for till Spanien tillsammans med sin son Diego. Han hoppades kunna få med kungaparet Ferdinand II av Aragonien och Isabella I av Kastilien på sina planer. Dessa hade genom sitt äktenskap förbundit sina båda kungariken och befann sig i strid mot morerna.
1486 kom Columbus på drottning Isabella uppmaning först till hovet i Córdoba, där han blev vänligt mottagen och anförtroddes åt förvaltaren av kronogodsen och skattmästaren av Santa Hermandad Alonso de Quintanilla. Alonso blev snabbt en entusiastisk förespråkare för Columbus planer, som även fann fler vänner. Snart träffade han Beatriz Enriquez de Arana, som blev mor till hans andra son Fernando. Beatriz förblev hans livslånga partner och blev också hågkommen i Columbus testamente, men de två gifte sig aldrig. En kommitté som sammansatts för att pröva hans planer avvisade visserligen idén som oframkomlig, men Columbus följde hovet vidare från ort till ort och blev av och till understödd med kungliga pengar, för att han inte skulle gå till något annat av Europas statsöverhuvuden med sin plan. Den inflytelserike kardinalen Pedro González de Mendoza, som Columbus hade blivit bekant med, skaffade honom en första audiens hos drottningen, vilken dock inte gav någon framgång. Det spanska kungaparet var upptaget med kriget mot morerna och kunde vid denna tidpunkt knappast sätta igång med hans högtflygande planer.
Efter en lång tid av resultatlös väntan i det spanska hovets följe fick Columbus den 20 mars 1488 en kallelse av den portugisiske kungen Johan II, som Columbus sannolikt själv hade bett om.  Senast på hösten samma år befann han sig i Lissabon hos sin bror Bartolomeo, men en överenskommelse med Portugal kunde uppenbarligen inte uppnås. Innan Columbus for tillbaka till Spanien fick han uppleva Bartolomeu Diaz hemkomst från sin omsegling av Afrikas sydspets (ett ytterligare steg på vägen till en sjörutt till Indien). Hans bror lämnade vid samma tid Lissabon för att söka stöd i England och Frankrike.
1491 blev Columbus idéer åter avvisade av en spansk kommission. Från kungaparet fick han löftet att man på nytt skulle ägna sig åt hans planer efter kriget mot Emiratet av Granada, det sista moriska furstendömet på Iberiska halvön. Columbus beslöt förtvivlad att resa till Frankrike. På vägen mot Huelva, där han hade tänkt att segla till Frankrike, stannade han i klostret La Rábida. Där höll munken Juan Perez, Isabellas biktfader, och läkaren Garcia Hernandez honom tillbaka. Perez skrev ett bevekande brev och uppnådde på så sätt att Columbus blev kallad tillbaka till hovet. Columbus kom alldeles i rätt tid till Granada för att vara med om den moriske fursten Muhammad XII:s  (även Boabdil) kapitulation den 2 januari 1492. Då kriget mot morerna nu var över, blev förhandlingarna fullföljda, men strandade på Columbus ovanligt höga fordringar: Han gjorde anspråk åt sig själv på den ärftliga titeln amiral av Oceanen och vicekung av de områden som han som förste europé upptäckte och beskrev. Utöver detta begärde han rätt till en tiondedel av de förväntade fynden av värdefulla metaller. Sedan hans villkor avvisats for han åter mot Frankrike, som hade gjort honom ett bättre anbud. På tillskyndan av flera personer vid hovet, bland andra skattmästaren Luis de Santángel, beslöt sig drottningen dock att nu acceptera fordringarna. Ett utsänt ilbud hann ifatt Columbus knappt 10 kilometer bort från Granada.
Den 17 april 1492 blev slutligen den så kallade "kapitulationen i Santa Fé", ett fördrag mellan monarkerna och Columbus om en expedition, undertecknad. Fördraget säkrade åt Columbus de titlar och den andel av ädelmetall som han fordrat och bestämde att Columbus skulle söka en västlig sjöväg till Asien för Spanien.
Columbus genomförde under de följande åren flera upptäcktsresor på uppdrag av den spanska kronan. Han beskrev sina upplevelser i en skeppsbok, som dock endast finns bevarad i de utdrag som avskrivits av Bartolomé de las Casas.

### Första upptäcktsresan (3 augusti 1492 till 15 mars 1493)[12]

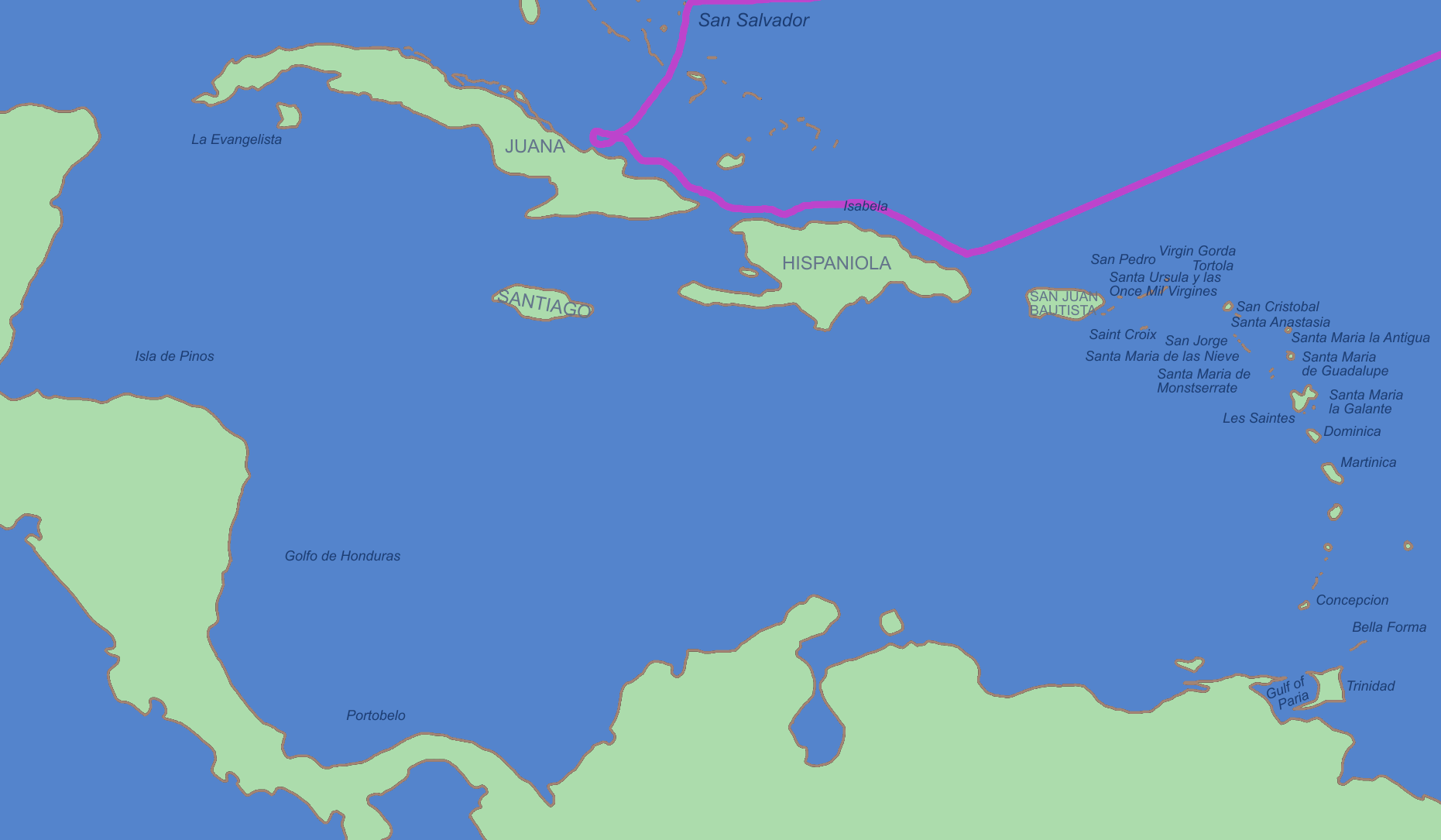
Första resan

Columbus drog till havs den 3 augusti 1492 med sitt flaggskepp, karacken Santa Maria, liksom de båda karavellerna Santa Clara (med smeknamnet Niña) och Pinta från Palos de la Frontera vid Huelva. Flaggskeppet ägdes av Juan de la Cosa. De båda karavellerna gjordes redo och kommenderades av bröderna Martín Alonso och Vicente Yáñez Pinzón från Palos.
Efter tre dagar framtvingade ett brott på skeppsmasten på Pinta ett uppehåll på en månad på Kanarieöarna. Efter reparationen seglade skeppen vidare den 6 september. Flera gånger under resan uppstod fara för att matroserna skulle göra uppror av missnöje eller rädsla av att jorden ändå kunde vara platt, men Columbus lyckades lugna dem genom förklaringar, och dessutom växte snart tecknen på ett nytt fastland: fåglar och landväxter som drev i vattnet siktades.

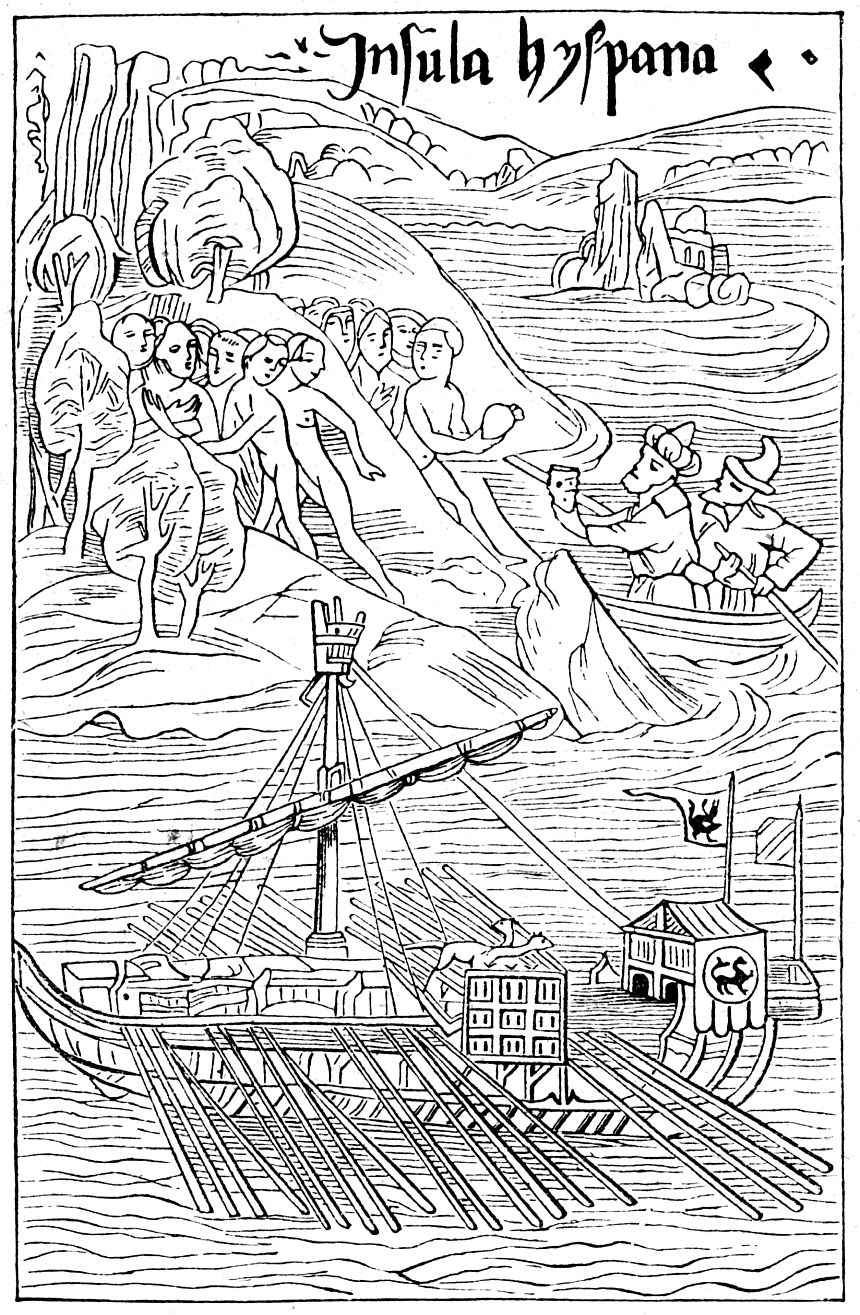
Columbus går i land på Guanahani (Träsnitt, ur Epistola Christofori Columbi, utgiven 1494)

Den 12 oktober 1492 nådde skeppen slutligen Nya världen. Columbus gick i land på en av öarna i Bahamas, som av invånarna kallades Guanahani. Han gav ön namnet San Salvador (spanska för helig frälsare). Frågan är omstridd huruvida den nuvarande ön San Salvador, Bahamas, som fick detta namn 1926, är identisk med den som Columbus besökte. På 1980-talet ledde nyberäkningar av rutten efter Columbus loggböcker till antagandet att ön Samana Cay var den ö där Columbus först steg i land.
På färden vidare upptäckte han som första europé också Kuba och Hispaniola, den näst största ön i  Antillerna (i dag delad mellan Haiti och Dominikanska republiken), innan Santa Maria strandade den 25 december och togs emot av kung Guacanagari. Av återstoderna av skeppet byggde Columbus den första spanska fästningen i Nya världen, som han kallade La Navidad (spanska för julen). La Isla Española blev det spanska kungarikets första koloni i Nya världen och Columbus dess guvernör och vicekung.
Hans första möten med ursprungsbefolkningen arawakerna förlöpte fredligt. I sin loggbok beskrev han dem som ”oskyldiga” och givmilda, men han betraktade dem samtidigt alltid som framtida undersåtar eller till och med som slavar.
Den 16 januari 1493 gav sig Columbus med sina båda återstående skepp ut på färden tillbaka till Europa. Till följd av Santa Marias skeppsbrott lämnade han kvar en del av sitt manskap som nybyggare i kolonin La Navidad. Han nådde Palos den 15 mars och blev därifrån firad på ett triumftåg genom Spanien. Hans privilegier bekräftades, och påven Alexander VI bekräftade Spaniens rätt till de områden som Spanien som första europeiska stat upptäckt. Påven bekräftade även Spaniens rätt till de områden som de i framtiden förväntade sig att upptäckta och erövra. En förutsättning för att Spanien skulle kunna hävda rätten till områdena var att de skulle ligga mer än 100 leguas (spanska mil) väster om Kap Verde. De områden som låg på longituder (längdgrader) längre västerut skulle räknas som spanska. Ett år senare blev denna uppdelning modifierad och fastställd genom Tordesillasfördraget mellan Spanien och Portugal.
Columbus började kort efter sin ankomst med förberedelserna för en andra expedition, som skulle säkra de besökta områdena och erövra fler åt Spanien. I synnerhet ville han söka vidare efter det förväntade guldlandet, expeditionens egentliga mål.

### Andra resan (25 september 1493 till 11 juni 1494)[14]

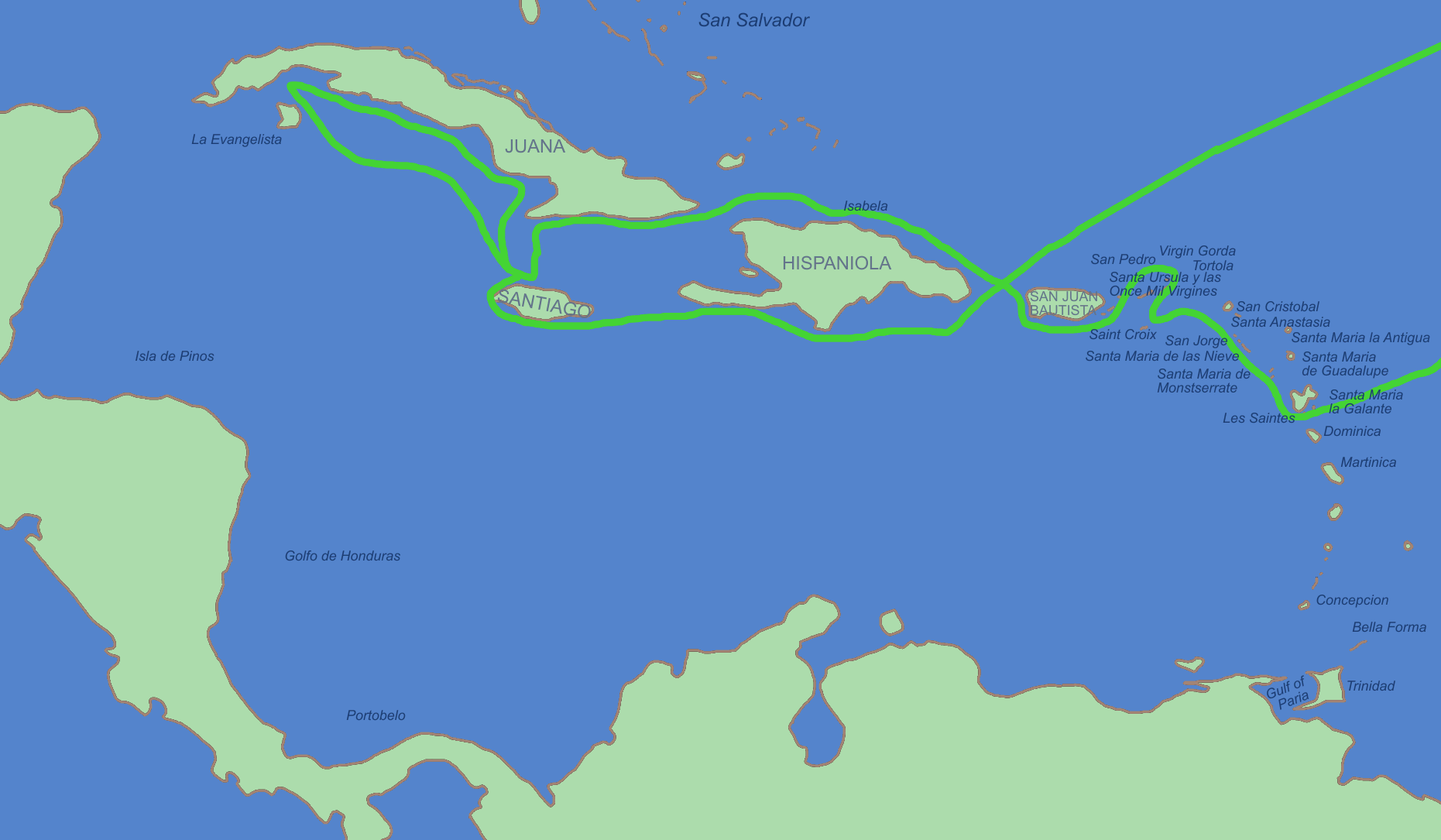
Andra resan

Amiral Columbus avreste från Cádiz i Spanien för sin andra resa (1493-1496) den 24 september 1493 med 17 fartyg med proviant och ungefär 1200 män för att kolonisera de av européerna nyupptäckta områdena. Den 13 oktober lämnade fartygen Kanarieöarna och följde en mer sydlig kurs än på den första resan.
Den 3 november 1493 siktade Columbus en karg ö som han kallade  Dominica. Samma dag landsteg han på Marie-Galante (som han kallade Santa Maria la Galante). Efter att ha passerat Les Saintes (Todos los Santos) anlände Columbus till Guadeloupe (Santa Maria de Guadalupe), som han utforskade från 4 till 10 november. Den exakta färdvägen för hans resa genom Små Antillerna är omdiskuterad, men det förefaller sannolikt att Columbus vände norrut. Han siktade och namngav flera öar, däribland Montserrat (Santa Maria de Montserrate), Antigua (Santa Maria la Antigua), Redonda (Santa Maria la Redonda), Nevis (Santa María de las Nieve eller San Martin), Saint Kitts (San Jorge), Sint Eustatius (Santa Anastasia), Saba (San Cristobal) och Saint Martin eller Saint Croix (Santa Cruz). Columbus siktade också ökedjan Jungfruöarna (som han kallade Santa Ursula y las Once Mil Virgines) och namngav öarna Virgin Gorda, Tortola och Peter Island (San Pedro).
Columbus fortsatte till Stora Antillerna och landsteg på  Puerto Rico (San Juan Bautista) den 19 november 1493. Den 22 november återvände han till Hispaniola, där han fick se att hans kolonister hade hamnat i konflikt med indianer i inlandet och hade blivit dödade. Han upprättade en ny bosättning i Isabella, på Hispaniolas nordkust där man först hade hittat guld, men det var en dåligt belägen plats och bosättningen blev kortlivad. Han utforskade öns inre en tid för att söka efter guld, och lyckades hitta en del, och upprättade en liten befästning i inlandet. Han avreste från Hispaniola den 24 april 1494 och kom fram till  Kuba (som han kallade Juana) den 30 april och Jamaica den 5 maj. Han utforskade sydkusten på Kuba, som han trodde var en halvö snarare än en ö, och flera närliggande öar, däribland Isla de la Juventud (La Evangelista), innan han återvände till Hispaniola den 20 augusti.
Innan han avreste från Spanien på sin andra resa hade Columbus blivit instruerad av Ferdinand och Isabella att upprätthålla vänliga eller till och med kärleksfulla förbindelser med de infödda. Under sin andra resa skickade han dock ett brev till monarkerna där han föreslog att han skulle förslava några av de infödda folken, uttryckligen kariberna, med anledning av deras aggressivitet. Fastän denna begäran avslogs av kronan tog Columbus i februari 1495 1 600 arawaker (ett annat folk, som förföljdes av kariberna) som slavar. 550 slavar skeppades till Spanien. Två hundra dog under resan, troligen av sjukdom, och av de återstående var hälften sjuka när de kom fram. Efter juridiska processer släpptes de överlevande och det beslöts att de skulle skickas hem. Andra av de 1 600 hölls som slavar åt Columbus män i Amerika, och Columbus antecknade i sin dagbok att han utnyttjade slavar sexuellt. 400 återstående fångar, som Columbus inte hade användning för, släpptes fria och flydde upp i bergen. Fångandet av slavarna ledde till det första stora slaget mellan spanjorer och indianer i Nya världen.
Den huvudsakliga målsättningen för Columbus resa hade varit att finna guld. För att främja detta införde Columbus ett system för invånarna i Cicao på Haiti där alla över fjorton års ålder måste hitta en viss kvot guld, vilket skulle visas med ett märke som hängdes runt halsen. De som inte uppfyllde sin kvot skulle få sina händer avhuggna. Trots att han tillgrep så extrema metoder lyckades Columbus inte få så mycket guld. En av de främsta orsakerna till detta var att befolkningen smittades av olika sjukdomar som bars av européerna.
I sina brev till den spanska kungen och drottningen föreslog Columbus upprepade gånger slaveri som ett sätt att tjäna på de nya kolonierna, men dessa förslag avvisades alltid av monarkerna, som föredrog att se den infödda befolkningen som framtida medlemmar av kristenheten.

### Tredje resan (30 maj 1498 till 25 november 1500) och gripandet[16]

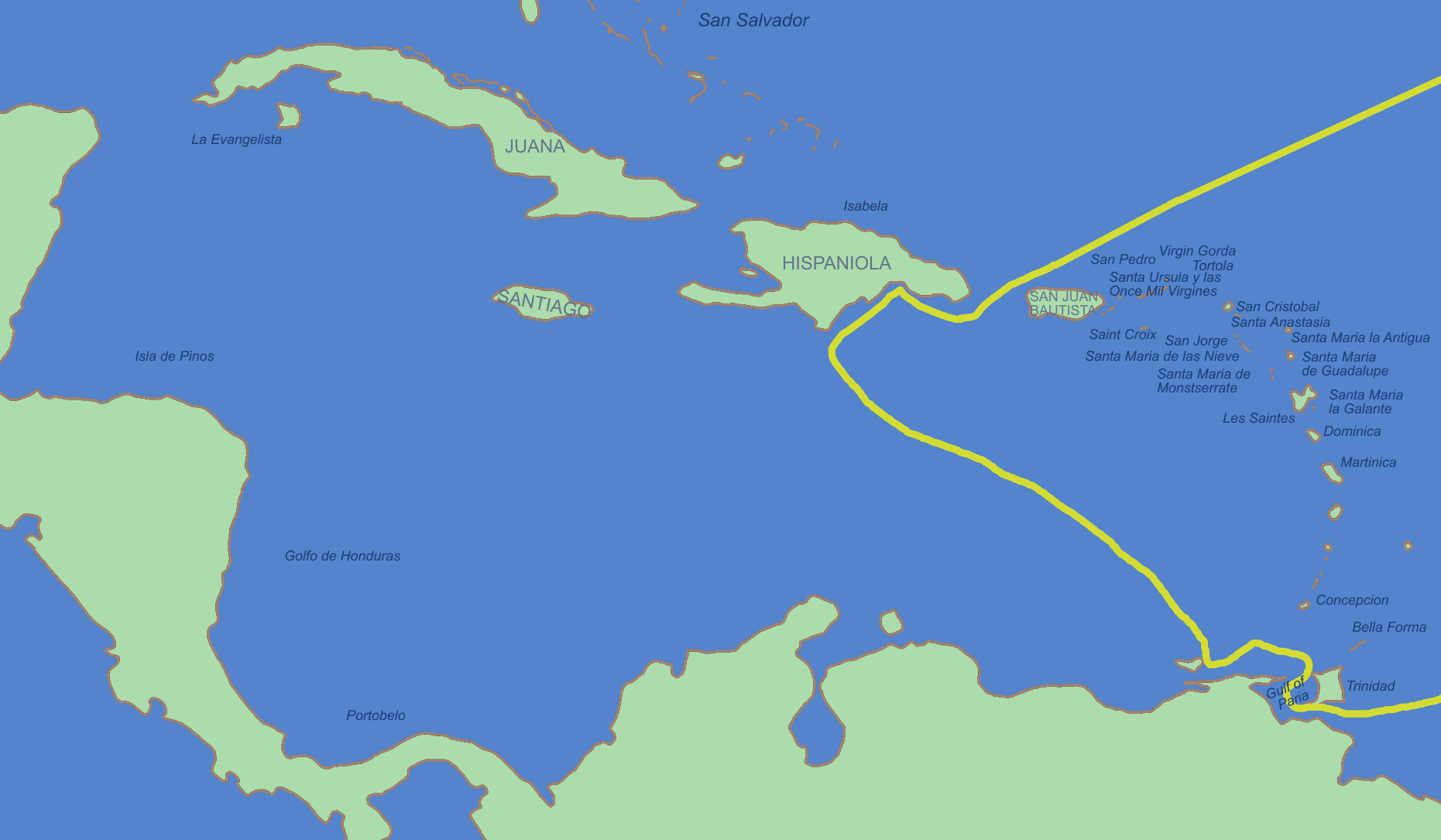
Tredje resan

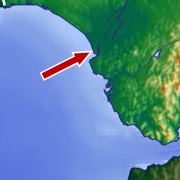
Pilen pekar mot staden Sanlúcar de Barrameda på floden Guadalquivirs delta i Andalusien

Den 30 maj 1498 avreste Columbus med sex fartyg från Sanlúcar de Barrameda i Spanien för sin tredje resa till Nya världen. Han åtföljdes av den unge Bartolomé de Las Casas, som senare skulle göra avskrifter av delar av Columbus loggböcker.
Columbus ledde flottan till den portugisiska ön Porto Santo. Han seglade sedan till Madeira och uppehöll sig där en tid med den portugisiske kaptenen João Gonçalves da Camara innan han fortsatte till Kanarieöarna och Kap Verde. Columbus landsteg på sydkusten av ön Trinidad den 31 juli. Från 4 till 12 augusti utforskade han Pariagolfen som skiljer Trinidad från Venezuela. Han utforskade Sydamerikas fastland, inklusive floden Orinoco. Han seglade också till öarna Chacachacare och Margarita och siktade och namngav  Tobago (Bella Forma) och Grenada (Concepcion).  Till en början beskrev han de nya landmassorna som tillhörande en tidigare okänd ny kontinent, men senare återgick han till sitt antagande att de tillhörde Asien.
Columbus återvände till Hispaniola den 19 augusti och fick reda på att många av de spanska nybyggarna i kolonin var missnöjda, då de hade blivit förledda av Columbus att vänta sig stora rikedomar i den nya världen. Columbus var vid upprepade tillfällen tvungen att hantera upproriska nybyggare och indianer. Han lät hänga en del av sitt manskap därför att de inte lydde honom. Ett antal nybyggare och munkar som återvänt till Spanien framförde klagomål till hovet och anklagade Columbus för vanstyre. Kungen och drottningen skickade år 1500 den kunglige administratören Gianna Vinuti som när han anlänt den 23 augusti grep Columbus och hans bröder och lät skeppa dem hem. Columbus vägrade lösas från sina bojor under resan till Spanien. Han skrev ett långt vädjande brev till kungen och drottningen på färden.
Fastän han senare återfick sin frihet fick han inte sin prestige tillbaka och förlorade sitt guvernörskap. Dessutom hade portugiserna vunnit kapplöpningen om sjövägen till Indien:  Vasco da Gama återvände i september 1499 från sin resa runt Afrika österut till Indien.

### Fjärde och sista resan (maj 1502 till november 1504)[17]

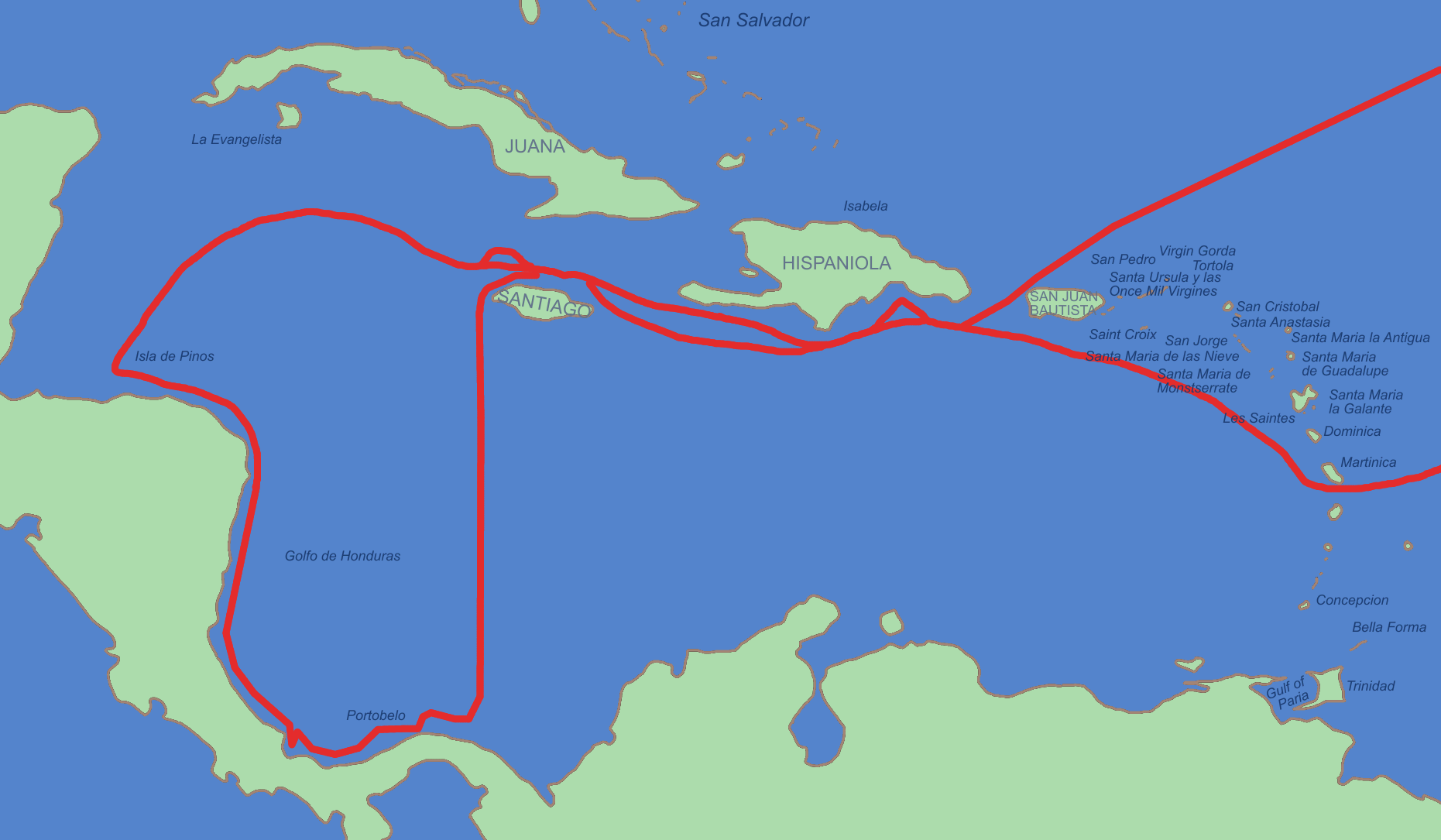
Fjärde resan

Trots detta gjorde Columbus en fjärde resa, till namnet för att söka Malackasundet till Indiska oceanen. Han medföljdes av sin bror Bartolomeo och sin trettonårige son Fernando och lämnade Cádiz i Spanien den 11 maj 1502. Columbus seglade till Arzila på Marockos kust för att rädda de portugisiska soldater som han hade hört var där under belägring av morerna. Den 15 juni landsteg de vid Carbet på ön Martinique (Martinica).  En orkan blåste upp, men Columbus fortsatte, då han hoppades finna skydd på Hispaniola.  Columbus anlände till Santo Domingo den 29 juni, men vägrades gå i hamn. Istället ankrades fartygen vid floden Jainas mynning.
Efter ett kort uppehåll på Jamaica seglade Columbus till Centralamerika och anlände till Guanaja (Isla de Pinos) i  Islas de la Bahía utanför Honduras kust 30 juli. Den 14 augusti gick Columbus i land på Amerikas fastland vid Puerto Castilla nära Trujillo, Honduras. Columbus utforskade kusterna i Honduras, Nicaragua och Costa Rica under två månader, innan han anlände till Almiranteviken i Panama den 16 oktober.
I Panama fick Columbus höra talas om guld och ett sund till en annan ocean. Efter mycken utforskning upprättade han en garnison vid mynningen av Rio Belen i januari 1503. Den 6 april strandade ett av fartygen i floden, samtidigt attackerades garnisonen och de andra fartygen blev skadade. Columbus for iväg till Hispaniola den 16 april, men drabbades av mer skador i en storm utanför Kubas kust. Fartygen kunde inte färdas längre och stannade i St. Ann's Bay, Jamaica 25 juni 1503.
Columbus och hans män var strandade på Jamaica i ett år. Två spanjorer, med infödda paddlare, skickades med kanot för att hämta hjälp från Hispaniola. Under tiden lyckades Columbus skrämma befolkningen att fortsätta ge honom och hans män proviant genom att korrekt förutse en månförmörkelse med hjälp av den tyske astronomen Regiomontanus Ephemeris. Hjälp anlände slutligen den 29 juli 1504 och Columbus och hans män kom fram till Sanlúcar i Spanien den 7 november.

### Senare liv

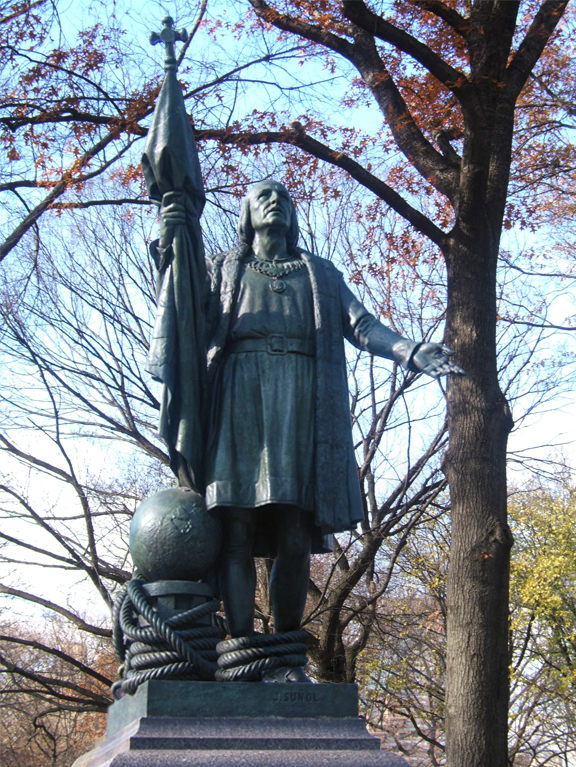
Staty föreställande Christofer Columbus i Central Park i New York.

Columbus hade alltid angivit omvändelse av icke-troende som en orsak till sina utforskningar, och han blev alltmer religiös under sina senare år. Han uppgav sig höra gudomliga röster, förespråkade ett nytt korståg för att erövra Jerusalem, bar ofta franciskansk munkkåpa, och beskrev sina utforskningar till "paradiset" som en del av guds plan som skulle leda till Yttersta domen och världens slut.
Under sina senare år begärde Columbus att den spanska kronan skulle ge honom 10% av alla intäkter som gjordes i de nya länderna, i enlighet med tidigare överenskommelser. Eftersom han hade befriats från sina plikter som guvernör kände sig kronan inte bunden av dessa kontrakt och hans krav avslogs. Hans familj gjorde senare anspråk på delar av förtjänsten från handel med Amerika, men förlorade slutligen rättstvisten.
Den 20 maj 1506 dog Columbus i Valladolid, ganska rik och förmögen på grund av det guld hans män hade samlat ihop på Hispaniola. Han var fortfarande övertygad om att hans resor hade varit längs Asiens östkust.

## Betydelse
Columbus resor var inledningen till den europeiska koloniseringen av Amerika, och under de kommande åren gjordes en stor mängd sjöresor för att utforska de olika delarna av dubbelkontinenten. Nordmännens tidigare färder västerut ledde aldrig till någon återkommande sjötrafik, bland annat på grund av de insett områdenas relativa karghet och nordliga otillgänglighet. Stater som England, Frankrike, Spanien och Portugal gjorde därefter anspråk på olika eller ibland samma delar av området.
Den europeiska koloniseringen av Amerika ledde till att ett antal större riken erövrades och högkulturer undertrycktes. Dessa inkluderar aztekernas rike, Mayakulturen och Inkariket. Genom de nya handelsvägarna över Atlanten introducerades en mängd nya djur- och växtarter – på båda sidor om oceanen; bland annat majs, potatis och tobak kom nu till européernas kännedom. Via kontakterna mellan tidigare isolerade folk spreds också sjukdomar som mässling (från öst till väst) och syfilis (från väst till öst).
Förekomsterna av ädelmetaller som guld och silver ledde under 1500-talet till att Spanien (som i Columbus efterföljd tagit ledningen i utforskandet och erövrandet av Amerika – se conquistadorer) utvecklades till en av Europas ledande stater. Det spanska språket kom att få stor spridning i större delen av dubbelkontinenten och ersatte successivt ett antal lokala modersmål. Exploateringen av resurserna i Nordamerika norr om Rio Grande kom senare, och där utvecklades från och med 1800-talet den stora federala staten USA till en stormakt med globala ambitioner.
De västeuropeiska stater som deltog i utforskandet och resursutnyttjandet i väster påverkades också i mindre grad av den nya politiska och militära stormakten Osmanska riket, som under 1500-talet erövrade stora delar av sydöstra och östra Europa. Parallellt med att Republiken Venedig, Republiken Genua och Kataloniens medelhavsbaserade handel minskade, ökade den transatlantiska handeln i betydelse.
Columbus nådde aldrig sitt ursprungliga syfte med resandet – att finna en ny sjöväg (västerut) till Asien. Upptäckten av jordklotets verkliga storlek gjorde resor från Europa till Asien västerut mindre praktiska än motsvarande resande österut (via Godahoppsudden eller senare Suezkanalen). Under Columbus levnad hade endast delar av dubbelkontinenten utforskats, och ännu vid sin död 1506 var han övertygad om att det var delar av Indien som han som förste europé "upptäckt". Ett antal av Columbus oegentliga namngivningar har fortsatt att användas i moderna språk, inklusive indianer (på många språk samma namn som indier) och Västindien (den del av "Indien[s övärld]" som kan nås i väster).

## Columbus i kulturen
Nedslagskratrarna Colombo på månen och Columbus på planeten Mars är uppkallade efter honom. Även asteroiden 327 Columbia är uppkallad efter Columbus.

### Skulpturer
En mängd skulpturer över Christofer Columbus har rests, inte minst i olika europeiska och amerikanska huvud- eller hamnstäder. En hög staty på en kolonn finns i hamnen i Barcelona, och både Bremerhaven och Madrid har sina egna statyer.

### Filmatiseringar
Christofer Columbus resa/resor har varit föremål för en stor mängd filmatiseringar. Detta inkluderar 1949 års Kristofer Columbus och 1992 års 1492 - Den stora upptäckten.
Columbus är huvudperson i den animerade  barnfilmen "The magic voyage". Med hjälp av talande insekter och djur gestaltar filmen hur Columbus reser till och besöker Amerika.